# Панда Кунг-Фу 4
«Панда Кунг-Фу 4» (англ. Kung Fu Panda 4) — американський комп'ютерно-анімаційний комедійний фільм про бойові мистецтва, виробництвом якого займається студія DreamWorks Animation, а поширенням — Universal Pictures. Четвертий повнометражний фільм у медіафраншизі «Панда Кунг-Фу» та продовження мультфільму «Панда Кунг-Фу 3» (2016).
Прем'єра «Панда Кунг-Фу 4» у США відбулася 8 березня, а в Україні — 14 березня 2024 року.

## Виробництво

### Розробка
3 грудня 2010 року гендиректор DreamWorks Animation Джеффрі Катценберг сказав, що допускає можливість виходу ще трьох сиквелів після мультфільму «Панда Кунг-Фу 3» (2016) та перетворення серії на гексалогію.
У серпні 2022 року було оголошено, що «Панда Кунг-Фу 4» знаходиться в розробці та вийде в прокат 8 березня 2024.

## Український Дубляж
- Режисер дубляжу — Ольга Фокіна
- Перекладач — Федір Сидорук
- Звукорежисери — Михайло Угрин
- Координатор проекту — Аліна Гаєвська

Роль дублювання:
- По — Олександр Погребняк[7]
- Чжень — Станіслава Красовська
- Хамелеонка — Ольга Радчук
- Майстер Шифу — Юрій Висоцький
- Пан Пінь — Микола Луценко
- Лі — Артем Вільбік
- Тай Лунь — Михайло Жонін
- Хань — Андрій Альохін
- Бабця Кабаниця — Леся Самаєва
- Риба — Василь Байдак
- Зайчики — Іван Решетнік, Дмитро Решетнік

## Прем'єра
Прем'єра фільму «Панда Кунг-Фу 4» в Україні - 7 (14) березня 2024 року.